# Alcimosphenus licinus
Alcimosphenus licinus là một loài nhện trong họ Tetragnathidae. Chúng được Eugène Simon miêu tả năm 1895.